# Eppenhuizen
Eppenhuizen, dialekt groningski Eppingehoezen – wieś w Holandii, w prowincji Groningen, w gminie Eemsmond. 